# Gerd Achterberg
Gerd Achterberg (* 4. Dezember 1940; † 5. Januar 2025) war ein deutscher Fußballspieler, -trainer und -funktionär, der vornehmlich in Berlin tätig war.

## Laufbahn
Als Spieler war Achterberg ausschließlich beim Amateurverein Spandauer BC aktiv. Als Trainer war er bei acht Vereinen aktiv, darunter sieben Mannschaften auf Amateurbasis. Dabei verzeichnete er regelmäßig Erfolge und gewann neben dem Berliner Meistertitel in der Oberliga Berlin auch mehrfach den Berliner Landespokal.
In der Spielzeit 1978/79 wurde Achterberg im letzten Saisondrittel beim Spandauer SV entlassen, daraufhin weigerte sich die Mannschaft, die Saison fortzusetzen, und die Reservemannschaft lief in den restlichen Saisonspielen auf. Als Trainer der Reinickendorfer Füchse erreichte er das Endspiel um den Berliner Landespokal 1980/81, musste sich aber dem Oberliga-Meister BFC Preussen geschlagen geben. Umso erfolgreicher verlief die Spielzeit 1982/83 mit dem SC Charlottenburg mit dem Doublegewinn, als nach der Oberligameisterschaft im Finale des Berliner Landespokals 1982/83 Tennis Borussia Berlin in der Verlängerung geschlagen wurde. Trotz des Erfolges in der Aufstiegsrunde zur 2. Bundesliga wurde er durch Bernd Erdmann ersetzt.
Sein einziger Verein im Profilager war dann Tennis Borussia Berlin, deren erste Mannschaft er zur Saison 1984/85 in der Oberliga übernahm. Ein Jahr später gelang neben dem Double durch den Pokalsieg 1985 mit einem Endspielsieg gegen den Ex-Klub SC Charlottenburg der Aufstieg in die 2. Fußball-Bundesliga. Nach nur drei Siegen aus den ersten zwölf Spielen der Saison 1985/86 wurde Achterberg durch Eckhard Krautzun ersetzt. Am Saisonende stieg TeBe aus der 2. Bundesliga wieder ab.
1988 zunächst als Manager zurückgekehrt zu den Reinickendorfer Füchsen gewann der 1989 wieder auf den Trainerposten gewechselte Achterberg in der Spielzeit 1989/90 erneut den Berliner Meistertitel, der Erfolg in der Aufstiegsrunde zur 2. Bundesliga blieb jedoch aus.
Hauptberuflich betrieb der Kaufmann Achterberg ab Ende der 1980er Jahre bis 1992 eine Kette von Sportartikel-Einzelhandelsgeschäften. Später war er gemeinsam mit Joachim Schwärsky Geschäftsführer der Füchse Werbe- u. Immobiliengesellschaft.
Im Februar 1998 verpflichtete der FC Sachsen Leipzig Achterberg als neuen Manager, der erst wenige Tage zuvor beim Spandauer SV als Trainer beurlaubt worden war. Im Frühjahr 1999 schloss er für den mit finanziellen Problemen kämpfenden Klub eine Partnerschaft mit dem Unternehmen Kinowelt von Michael Kölmel, um eine drohende Insolvenz abzuwenden. Im Mai 2000 kehrte er kurzfristig nach der Entlassung von Edmund Stöhr auf die Trainerbank zurück, als der Klub im Endspurt der Regionalliga-Spielzeit 1999/2000 die Qualifikation für die zweigleisige Regionalliga zu verspielen drohte. Letztlich wurde punktgleich mit dem auf dem Relegationsplatz liegenden FC Rot-Weiß Erfurt als Tabellensechster aufgrund der besseren Tordifferenz das Ziel erreicht. Anschließend konzentrierte er sich wieder auf den Managerposten. Nach dem knapp erreichten Klassenerhalt zur folgenden Spielzeit holten den Klub die finanziellen Probleme wieder ein. Der DFB forderte Bürgschaften von den Vereinen mit Sportwelt-Kooperation, da das Unternehmen seinerseits in Schieflage geraten war. Die Sportwelt kündigte Anfang Juni 2001 das Aus des Managers an, der sich für das Wohl des Verein opfern wollte. Kurze Zeit später wurde Achterberg beurlaubt. Kurze Zeit später wurde jedoch aufgrund ausbleibender Zahlungen das Insolvenzverfahren eröffnet, in dem auch die Ansprüche Achterbergs Gegenstand waren. Im Frühjahr 2003 kam es zu einer Einigung.
Später war Achterberg zeitweise als Präsident des Berliner AK 07 tätig. Achterberg starb im Januar 2025 rund einen Monat nach seinem 84. Geburtstag.

## Vereine als Trainer
- Spandauer BC
- BFC Südring[10]
- BBC Südost
- Spandauer BC
- Spandauer SV
- Reinickendorfer Füchse
- SC Charlottenburg
- BFC Preussen
- Tennis Borussia Berlin